# Reda Boutaghou
Reda Boutaghou, né en 1971, est un nageur franco-algérien ayant concouru internationalement sous les couleurs de l'Algérie.

## Carrière
Reda Boutaghou obtient aux Jeux africains de 1995 à Harare la médaille d'argent sur 4 × 100 m nage libre et la médaille de bronze sur 4 × 200 m nage libre et sur 4 × 100 m quatre nages.
Aux Jeux panarabes de 1997 à Beyrouth, Reda Boutaghou est médaillé de bronze du 200 mètres quatre nages et du 400 mètres quatre nages.
Il remporte la médaille de bronze du 100 mètres nage libre aux Championnats d'Afrique de natation 1998 à Nairobi.
Aux Jeux africains de 1999 à Johannesbourg, il est médaillé d'argent des relais 4 x 100 mètres nage libre, 4 x 200 mètres nage libre et 4 x 100 mètres quatre nages.